# 不当な日本批判を正す学者の会
不当な日本批判を正す学者の会（ふとうなにほんひはんをただすがくしゃのかい）は、日本に存在する保守団体。

## 概要
2017年5月2日に設立。
2017年にデイヴィッド・ケイは、日本のメディアの自由が侵され、重要な問題に関する公の議論が抑えられており、現政権では表現の自由の危機であるために法改正を促すという調査報告書を、国際連合人権理事会に提出した。日本の戦時の役割に関する議論の欠如、情報へのアクセス規制、政府の圧力からのメディアの自己規制に目を向けなければ日本の民主主義は弱体化するとしていた。これに対して不当な日本批判を正す学者の会は、このような警告はむしろデイヴィッド・ケイの母国であるアメリカ合衆国に向けられるべきであると反論していた。この反論は学者のグループ50人を組織して声明を発表という形で反論されていた。デイヴィッド・ケイや国連人権理事会には事実に基づく報告を行うように強く要請していた。ここで不当な日本批判を正す学者の会が懸念していたのは、朝日新聞が慰安婦の強制連行などを誤報であったと認めて謝罪しているにもかかわらず、修正されずに世界中に流布されてしまっているようなことが根拠となるということである。ここで不当な日本批判を正す学者の会の事務局長は、デイヴィッド・ケイの指摘というのは、外国人を含む日本に住むほとんどの人にとっては現実とは大きくかけ離れているとする。そして国内外の一握りの過激な反日論者の影響を強く受けているようであると指摘。
2018年には日本の人種的差別撤廃提案100周年をテーマとした報告書を提出した。これと共にジュネーブ国連で行われた2つの会合でスピーチを行った。
2020年に慰安婦問題を扱った映画である『主戦場』について、映画が製作された当時に監督が在籍していた上智大学に対して、不当な日本批判を正す学者の会の会長は上智大学の研究倫理を問う声明を発表した上で、上智大学に対して厳正な対処を求めた。不当な日本批判を正す学者の会としての声明では、上智大学は研究倫理規定に完全に完全に違反して製作されており、今回のような極めて深刻な研究倫理規定違反を放置したならば、上智大学の社会的信用が失墜するだけでなく、日本国の学術全体の信用が問われると指摘していた。不当な日本批判を正す学者の会としての声明には、池井優や有馬哲夫ら55人の識者が署名していた。